# Ferdinand Buisson
Ferdinand Édouard Buisson, francoski akademik, mirovnik, izobraževalni uradnik, nobelovec, * 20. december 1841, Pariz, † 16. februar 1932, Thieuloy-Saint-Antoine, Francija. 
Bil je politično radikalno socialističnega prepričanja. Predsedoval je Ligi izobraževanja od 1902-1906, pa tudi ligi človekovih pravic 1914-1926. Leta 1927 je sonagrajen s Nobelovo nagrado za mir skupaj s Ludwigom Quiddejem. Bil je tudi vodja državnega osnovnošolskega izobraževanja. Tvorec izraza laičnost (sekularnost).

## Življenje
Ferdinand Buisson je študent liceja Condorcet, največ izobraževanja posveti filozofiji. Postane profesor univerze Neuchâtel. S pričetkom v letu 1867 se je udeležil treh mirovnih konferenc Lige miru in svobode. Kot protestant se je trudil ustanoviti liberalno protestantsko cerkev. Zaradi politike se je protestno izselil v Švico, a se je vrnil ob spremembi oblasti in vidno aktiviral v družbenih in političnih aktivnostih v občini. Decembra 1870 vodi občinsko sirotnišnico, zaradi zavezanosti skrbi revnih otrok se odpove učenju filozofije. S političnim sodelovanjem njegova kariera raste. Leta 1890 postane profesor izobraževanja v Sorbonni. Pomembno vpliva na postopek ločevanja cerkve in države v šolanju. Leta 1905 je predsedoval parlamentarni komisiji, ki oblikuje zakon o ločitvi cerkve in države. Kot podpornik Alfreda Dreyfusa je participiral v Ligi za človeške pravice in predsedoval ligi od leta 1913-1926. Sekularnost šolstva je urejal tudi z zbornikom pedagoških člankov osnovnošolskega izobraževanja, ki ga je urejal s preko 300 sodelavci.Kot javni podpornik Lige narodov se je posvetil mednarodnim odnosom med Francijo in Nemčijo, še posebej po zavzetju Porurja s strani Francije in Belgije. Vabil je nemške mirovnike v Pariz in večkrat odpotoval v Berlin. Prejel je Nobelovo nagrado za mir v letu 1927 skupaj z nemških profesorjem Ludwigom Quiddejem.